# Умястовский, Ян Казимир

Герб Рох III

Ян Казимир фон Нандельштадт Умястовский (пол. Jan Kazimierz von Nandelstädt Umiastowski; ? — 1659) — польский государственный деятель.
Представитель шляхетского рода Умястовские герба Рох III. Ян Казимир в 1633 г. был депутатом на элекционном сейме по избранию на польский трон Владислава IV, депутатом
фискального трибунала в Вильно (1635).
Служил земским брест-литовским писарем и регентом Великой литовской канцелярии (1648). В том же 1648 г. на элекционном сейме по избранию королём Яна II Казимира был избран депутатом ad pacta conventa и судьёй compositi judicii.
В 1654 г. — земский судья и подкоморий брест-литовский.
В мае — июне 1655 г. — маршалок чрезвычайного варшавского сейма от Литвы.